# Nostalgia Motorcars
Nostalgia Motorcars Ltd. war ein US-amerikanischer Hersteller von Automobilen.

## Unternehmensgeschichte
Das Unternehmen hatte seinen Sitz in Rock Hill in South Carolina. Als Personen werden Jim Harrell und Gil Valk genannt. 1991 begann die Produktion von Automobilen. Der Markenname lautete Nostalgia Motorcars. 1999 endete die Produktion.
Am 10. September 2008 wurde in der gleichen Stadt ein gleichnamiges Unternehmen gegründet. Die Verbindung zu diesem Gebrauchtwagenhandel ist unklar.

## Fahrzeuge
Das einzige Modell war der Aquila. Dies war ein offener Rennsportwagen im Stil der 1950er Jahre ohne direktes Vorbild. Ein Rohrrahmen bildete die Basis. Darauf wurde eine zweisitzige Karosserie aus Aluminium montiert. Ein V8-Motor von Chevrolet trieb die Fahrzeuge an.